# برونو جیجیلو دی اولیویرا
برونو جیجیلو دی اولیویرا (به پرتغالی: Bruno Giglio de Oliveira) مدافع اهل برزیل است که در شهر São Vicente و در تاریخ ۲۰ اوت ۱۹۸۵ به دنیا آمده‌است.
برونو جیجیلو دی اولیویرا در تیم‌های فوتبال Grêmio Catanduvense سابقهٔ حضور دارد.